# 中院通重
中院 通重（なかのいん みちしげ）は、鎌倉時代中期から後期にかけての公卿。官位は従一位・内大臣。
准大臣・中院通頼の長男。『扇次第』を著した。

## 経歴
- 文永8年（1271年）従五位下に叙爵。
- 文永11年（1274年）従五位上に叙せられる。
- 文永12年（1275年）侍従に任ぜられる。
- 建治3年（1277年）正五位下
- 弘安元年（1278年）従四位下・左近衛少将に叙任される。
- 弘安2年（1279年）甲斐介を兼ねる。
- 弘安3年12月（1281年1月）従四位上に叙される。
- 弘安6年（1283年）正四位下に進む。
- 弘安7年（1284年）美作介・左近衛中将に任ぜられた。
- 弘安8年（1285年）従三位に叙せられ公卿に列す。
- 弘安10年（1287年）参議となり、左衛門督・検非違使別当を兼任した。
- 弘安11年（1288年）正三位・権中納言に叙任され、備中権守・中宮権大夫・左衛門督を兼任。
- 正応2年（1289年）従二位に昇叙。
- 正応4年（1291年）正二位に昇叙。
- 正応5年（1292年）権大納言に任ぜられる。
- 正安3年（1301年）には春宮大夫を兼ねる。
- 正和4年（1315年）に大納言に進んだ。
- 正和5年（1315年）大納言を辞退して従一位に叙せられる。
- 元応元年（1319年）内大臣に任ぜられ、淳和奨学両院別当に補任されるが、同年職を辞した。
- 元亨元年（1321年）9月15日に出家。法名は良乘。
- 元亨2年（1322年）9月15日薨去。享年53。

## 官歴
※以下、『公卿補任』の記載に従う。
- 文永8年（1271年）正月5日：従五位下に叙す。
- 文永11年（1274年）11月18日：従五位上に叙す。
- 文永12年（1275年）4月13日：侍従に任ず。
- 建治3年（1277年）正月5日：正五位下に叙す。
- 弘安元年（1278年）
  - 4月19日：従四位下に叙す。
  - 閏10月28日：禁色を聴す。
  - 12月27日（1279年2月9日）：左近衛少将に任ず。
- 弘安2年（1279年）正月24日：甲斐介を兼ぬ。
- 弘安3年12月13日（1281年1月5日）：従四位上に叙す。
- 弘安6年（1283年）10月30日：正四位下に叙す。
- 弘安7年（1284年）
  - 正月13日：美作介を兼ぬ。
  - 6月23日：左近衛中将に転ず。
- 弘安8年（1285年）3月8日：従三位に叙す。左中将如元。
- 弘安10年（1287年）
  - 正月13日：参議に任ず。
  - 10月10日：左衛門督を兼ね、検非違使別当に補す。
- 弘安11年（1288年）
  - 2月10日：備中権守を兼ぬ。
  - 3月8日：正三位に叙す。
  - 8月20日：中宮権大夫を兼ぬ。
  - 10月27日：権中納言に任じ、更に左衛門督に任ず。
  - 12月20日（1289年1月13日）：左衛門督并びに使別当を辞す。
- 正応2年（1289年）7月16日：従二位に叙す。
- 正応4年（1291年）正月6日：正二位に叙す（石清水賀茂行幸行事賞）。
- 正応5年（1292年）
  - 閏6月16日：権大納言に任じ、中宮大夫を兼ぬ。
  - 7月10日：帯剣を聴す。
- 永仁6年（1298年）8月22日：大夫を止む。
- 正安3年（1301年）8月24日：春宮大夫を兼ぬ。
- 徳治2年（1307年）11月1日：辞退す。
- 延慶2年（1309年）10月15日：還任す。
- 応長2年（1312年）9月15日：服解す（父）。10月：復任す。
- 正和2年12月23日（1314年1月9日）：淳和院別当に補す。
- 正和4年（1315年）
  - 3月16日：大納言に任ず。
  - 4月16日：奨学院別当に補す。
- 正和5年（1316年）10月4日：大納言を辞し、即ち従一位に叙す。
- 元応元年（1319年）
  - 閏7月28日：内大臣に任ず。去る16日兼宣旨。
  - 9月1日：奨学淳和両院別当に補す。
  - 10月18日：辞す。上表せず。
- 元亨元年（1321年）9月15日：出家[1]

## 系譜
- 父：中院通頼
- 母：姉小路顕朝の娘
- 妻：源通能の娘（?-1322）
  - 長男：中院通顕（1291-1344）
  - 次男：中院通持（1300-?）
- 生母不明の子女
  - 男子：成助（1297-?）
  - 男子：道祐（?-?）
  - 男子：寛恵（1302-1343）